# Joe Cirella
Joe Cirella (né le 9 mai 1963 à Hamilton, dans la province de l'Ontario au Canada) est un joueur professionnel retraité de hockey sur glace.

## Carrière de joueur
Joe Cirella commence sa carrière en 1980-1981 en jouant dans la Ligue de hockey de l'Ontario avec les Generals d'Oshawa. La saison suivante, il fait ses débuts dans la Ligue nationale de hockey avec les Rockies du Colorado. En effet, ces derniers l'ont choisi en première ronde (5e choix) lors du repêchage d'entrée.

Il suit les Rockies lors de leur déménagement dans le New Jersey et il devient un élément important dans la défense de la franchise des Devils.
En 1983-1984, les Devils accueillent le 36e Match des étoiles de la LNH et Joe Cirella est sélectionné pour participer. Il marque un but pour l'association Wales qui bat l'association Campbell.
En 1989-1990, il quitte les Devils pour les Nordiques de Québec pour deux saisons puis les Rangers de New York.
En 1993, la LNH accueille la franchise des Panthers de la Floride et lors du repêchage d'expansion, il est choisi. Il rejoint donc la franchise pour deux saisons avant de partir pour les Sénateurs d'Ottawa pour la saison 1995-1996 de la LNH. Cette dernière saison, il partage son temps entre les Sénateurs et les Admirals de Milwaukee de la Ligue internationale de hockey.
Il fait sa dernière saison en jouant dans le championnat d'Allemagne (Deutsche Eishockey-Liga) pour le Kölner Haie. Il est le dernier joueur des Rockies à prendre sa retraite.

## Statistiques
Pour les significations des abréviations, voir Statistiques du hockey sur glace.
| Saison     | Équipe                 | Ligue      |     | Saison régulière | Saison régulière | Saison régulière | Saison régulière | Saison régulière |   | Séries éliminatoires | Séries éliminatoires | Séries éliminatoires | Séries éliminatoires | Séries éliminatoires |
| Saison     | Équipe                 | Ligue      | PJ  | B                | A                | Pts              | Pun              | PJ               | B | A                    | Pts                  | Pun                  |                      |                      |
| 1980-1981  | Generals d'Oshawa      | LHO        | 56  | 5                | 31               | 36               | 220              |                  |   |                      |                      |                      |                      |                      |
| 1981-1982  | Generals d'Oshawa      | LHO        | 3   | 0                | 1                | 1                | 10               | 11               | 7 | 10                   | 17                   | 32                   |                      |                      |
| 1981-1982  | Rockies du Colorado    | LNH        | 65  | 7                | 12               | 19               | 52               |                  |   |                      |                      |                      |                      |                      |
| 1982-1983  | Generals d'Oshawa      | LHO        | 56  | 13               | 55               | 68               | 110              | 17               | 4 | 16                   | 20                   | 37                   |                      |                      |
| 1982-1983  | Devils du New Jersey   | LNH        | 2   | 0                | 1                | 1                | 4                |                  |   |                      |                      |                      |                      |                      |
| 1983-1984  | Devils du New Jersey   | LNH        | 79  | 11               | 33               | 44               | 137              |                  |   |                      |                      |                      |                      |                      |
| 1984-1985  | Devils du New Jersey   | LNH        | 66  | 6                | 18               | 24               | 143              |                  |   |                      |                      |                      |                      |                      |
| 1985-1986  | Devils du New Jersey   | LNH        | 66  | 6                | 23               | 29               | 147              |                  |   |                      |                      |                      |                      |                      |
| 1986-1987  | Devils du New Jersey   | LNH        | 65  | 9                | 22               | 31               | 111              |                  |   |                      |                      |                      |                      |                      |
| 1987-1988  | Devils du New Jersey   | LNH        | 80  | 8                | 31               | 39               | 191              | 19               | 0 | 7                    | 7                    | 49                   |                      |                      |
| 1988-1989  | Devils du New Jersey   | LNH        | 80  | 3                | 19               | 22               | 155              |                  |   |                      |                      |                      |                      |                      |
| 1989-1990  | Nordiques de Québec    | LNH        | 56  | 4                | 14               | 18               | 67               |                  |   |                      |                      |                      |                      |                      |
| 1990-1991  | Nordiques de Québec    | LNH        | 39  | 2                | 10               | 12               | 59               |                  |   |                      |                      |                      |                      |                      |
| 1990-1991  | Rangers de New York    | LNH        | 19  | 1                | 0                | 1                | 52               | 6                | 0 | 2                    | 2                    | 26                   |                      |                      |
| 1991-1992  | Rangers de New York    | LNH        | 67  | 3                | 12               | 15               | 121              | 13               | 0 | 4                    | 4                    | 23                   |                      |                      |
| 1992-1993  | Rangers de New York    | LNH        | 55  | 3                | 6                | 9                | 85               |                  |   |                      |                      |                      |                      |                      |
| 1993-1994  | Panthers de la Floride | LNH        | 63  | 1                | 9                | 10               | 99               |                  |   |                      |                      |                      |                      |                      |
| 1994-1995  | Panthers de la Floride | LNH        | 20  | 0                | 1                | 1                | 21               |                  |   |                      |                      |                      |                      |                      |
| 1995-1996  | Admirals de Milwaukee  | LIH        | 40  | 1                | 8                | 9                | 65               | 5                | 0 | 1                    | 1                    | 20                   |                      |                      |
| 1995-1996  | Sénateurs d'Ottawa     | LNH        | 6   | 0                | 0                | 0                | 4                |                  |   |                      |                      |                      |                      |                      |
| 1996-1997  | Kölner Haie            | DEL        | 49  | 2                | 7                | 9                | 164              |                  |   |                      |                      |                      |                      |                      |
| Totaux LNH | Totaux LNH             | Totaux LNH | 828 | 64               | 211              | 275              | 1 448            | 38               | 0 | 13                   | 13                   | 98                   |                      |                      |

## Carrière d'entraîneur
Après sa carrière de joueur, il prend pendant une saison la place d'entraîneur adjoint pour les Panthers de la Floride puis occupe le même rôle avec les Generals d'Oshawa de la LHJMO jusqu'en 2003-2004.